# 一剪梅 (電視劇)
《一剪梅》為中華民國的中國電視公司（中視）於1984年12月17日至1985年1月18日，每週一至週五晚間20：00所播出的八點檔電視劇，全25集。本片曾於中國大陸播映，並有趙文卓、水靈、王艷、劉錫明主演的2000年翻拍版本《青河绝恋》（中視播出時片名為《新一剪梅》），而2009年則有霍建華主演的新版本《新一剪梅》。

## 提要
本劇是以1930年代為背景的中國鄉野傳奇風故事，劇名「一剪梅」則是引用自宋詞的詞牌名。本劇1984年原版由夏璐華製作，夏美華、王中慧編劇，寇世勳、馬之秦、沈海蓉、李烈、龐祥麟、張晨光等人主演，初期宣傳劇名《大地風雨情》。1985年1月5日，中國國民黨中央委員會文化工作會主任宋楚瑜致函中視，勉勵本劇1984年原版的製作群及演員，全文如下：「貴公司製播之國語連續劇《一剪梅》製作嚴謹，演技精湛，深獲各界之好評，殊堪嘉勉。」
1985年第20屆金鐘獎，本劇獲得電視金鐘獎音效獎，獲獎者李國寶（李林）。1986年第21屆金鐘獎，本劇入圍電視金鐘獎戲劇節目連續劇獎、男主角獎（寇世勳）、編劇獎（夏美華）。
2010年，台灣藝術電視台重播本劇。
中視將本劇數位化版放上YouTube頻道「中視經典戲劇」，第1集觀看次數至2020年6月高達29萬。

## 各版本劇情大綱

### 1984年原版
故事敘述萬家莊與沙河鎮同飲青湖之水，卻為了爭奪水源而嫌隙叢生，而萬家莊的莊主萬大權更是不時以「截斷水源」相逼。沙河鎮文武雙全的青年趙時俊為了解開糾葛，毅然決定迎娶萬大權柔弱多病卻善良賢慧的獨生女秋玲，成為有名無實的夫妻，但秋玲卻仍然對他一往情深。而趙時俊也因此不得不放棄與他彼此真心相愛的孤女沈心慈。其後，更由於心慈的仇家梁永昌從中作梗，導致了心慈身死的悲劇。

### 2000年版
与1984年原版相比，剧本主線内容并未发生变化。

### 2009年版
虽然人物姓名以及故事的缘起（万家庄和沙河镇争水源）和原版相同，但在故事的发展脉络以及人物关系方面加入大量新元素，相對卻也出現了與舊版差異甚大的情節發展。2010年3月14日沈阳影视频道首播，2010年9月15日江苏卫视、东南卫视、广东卫视重播。

## 製作群（1984年原版）
- 製作人：夏璐華
- 執行製作：鄒筱痕
- 編劇：夏美華
- 編審：曲瑾生
- 戲劇指導：李泉溪
- 製作助理：彭朝敏、何琇瓊
- 外景拍攝：平振華、葛金鵬、甄健明、張克成
- 外景剪輯：白照國
- 技術指導：黃雁國
- 攝影：侯匡仁、劉辰章、吳明達、林文苑、古南淦、林忠仁
- 燈光：仁賢、楊啟佑
- 視訊：許澄源、袁德鄰
- 音訊：黃茂雄、塗能榮、張邦雄、盧日昌
- 錄影：張載湖、曹安靜、呂修身、陳允武、張敬德、陳俊明
- 化粧：張數珠、林麗卿、鄭阿滿
- 服裝：張國棟、賈蘭君
- 梳粧：李榮夫
- 美術指導：江憲正
- 武術指導：王圻生
- 音效指導：李林
- 助理導播：張玲惠、傅慧芬
- 現場指導：張家梁、夏咸欽、李迪捷
- 導播：陳正中、曾斐莉

## 電視劇歌曲

### 1984年版
| 曲序 | 曲目                 |                | 作曲           | 演唱   |
| ---- | -------------------- | -------------- | -------------- | ------ |
| 1.   | 《一剪梅》（片頭曲） | 娃娃（陳玉貞） | 陳怡（陳信義） | 費玉清 |

### 2000年版
| 曲序 | 曲目                   |        | 作曲   | 演唱         |
| ---- | ---------------------- | ------ | ------ | ------------ |
| 1.   | 《回首寒梅》（片頭曲） | 陳心寧 | 呂禎晃 | 水靈、趙文卓 |
| 2.   | 《幾許情深》（片尾曲） | 陳心寧 | 呂禎晃 | 水靈         |

### 2009年版
| 曲序 | 曲目                 |                | 作曲           | 编曲 | 演唱   |
| ---- | -------------------- | -------------- | -------------- | ---- | ------ |
| 1.   | 《一剪梅》（片頭曲） | 娃娃（陳玉貞） | 陳怡（陳信義） |      | 費玉清 |
| 2.   | 《寂寞歌》（片尾曲） | 孫卓群、陳思成 | 孫卓群         | 譚旋 | 陳思成 |

## 各版本演員
| 劇中人物         | 1984年版 | 2000年版 | 2009年版 | 描述 |
| ---------------- | -------- | -------- | -------- | --- |
| 趙時俊           | 寇世勳   | 赵文卓   | 霍建华   | 本劇主角，沙河鎮英雄。為了沙河鎮的水源問題，而與萬家莊莊主女兒秋玲成婚。而成親前在周家鎮曾與賣身葬父的沈心慈有一段戀情。為求沙河鎮的水源獨立，四處尋找鑿井的方法。 |
| 沈心慈           | 沈海蓉   | 蒋勤勤   | 吕一     | 本劇主角，與其父相依為命。在認識時俊前，為其家幫手梁永昌所害，故恨之。其父將亡時，為趙時俊所助故賣身。與時俊兩情相悅卻不能相守，在沙河鎮懷有時俊女兒綉雲但不能明其父。為李耿明所深愛，但後被李耿明誤殺。 |
| 梁綉雲           | 沈海蓉   | 蒋勤勤   | 吕一     | 時俊與心慈所生的女兒。性格極像其母，有諾必守。與邢正揚相愛，但在梁永昌的安排下，與梁鈺坤成婚。 |
| 梁綉雲（童年）   | 蔡燦得   |          |          | 時俊與心慈所生的女兒。性格極像其母，有諾必守。與邢正揚相愛，但在梁永昌的安排下，與梁鈺坤成婚。 |
| 萬秋玲           | 李烈     | 王艳     | 刘芸     | 萬家莊莊主萬大權的女兒，李耿明妹，患有嚴重的肺癆，從小只有趙時俊願意與他玩。時俊因沙河鎮水源問題而與其結婚，並承諾一生只娶一妻。知道時俊與心慈的關係，並時常幫助心慈。 |
| 梁永昌           | 龐祥麟   | 刘锡明   | 陈思成   | 來自平鎮的大夫，沈心慈家幫手，向沈父習醫。但後沈家為其所害。後於沙河鎮定居，並因行醫而有望名，甚至為沈心慈接生女兒。娶沙河鎮鎮長女兒蘇雯音為妻，但非兩情相悅。後在綉雲再嫁柳營長的路上死於槍下。 |
| 邢寡婦（陈芳芳） | 馬之秦   |          | 王琳     | 邢正揚母，沙河鎮人。沈心慈初到沙河鎮無住所，暫居其家。為人說話刺耳難聽，但時常護著心慈。 |
| 沈父             | 陳又新   | 岳跃利   |          | 來自平鎮的大夫，沈心慈父，為人絕不佔便宜。拒其學徒梁永昌提親。心慈賣身醫其父、葬其父。與心慈同葬於周家鎮。 |
| 萬大權           | 黃永光   | 刘信义   | 李立群   | 萬家莊莊主，沙河鎮人極惡之。又因造水閘，鬧得沙河鎮草木不生，故趙時俊因此不得不受制於其手上。李耿明殺父毒飛鏢的主人，也同時是李耿明父。 |
| 李耿明           | 李堅     | 邢岷山   | 樊少皇   | 送貨人，孝子。因殺父之仇，找殺父毒飛鏢主人尋仇。在悅來客棧大火中救了沈心慈，並護送其至沙河鎮。深愛沈心慈，多次為其付出，時俊甚感謝之。但後誤殺沈心慈，坐牢十九年。後其母與萬大權相認，得知萬大權為其親父。在故事後期因尚不清楚殺父仇人，誤將趙時俊父誤認為殺父仇人，欲其父債子還。待邢氏母子及梁綉雲如己出。 |
| 李母             | 關毅     |          | 王丽云   | 李耿明母，萬大權前妻。因萬大權曉義，配與其同夥李虎。為李虎哭後瞎。 |
| 邢正揚           | 張晨光   | 陈昭荣   | 乔任梁   | 梁綉雲自幼的青梅竹馬。為人守信，有諾必守。因梁綉雲與梁鈺坤結婚而暗自菲薄。後梁鈺坤病入膏肓，致使綉雲再嫁柳營長。未成，始遂其所願。 |
| 邢正揚（童年）   | 郭惠文   | 叮当     |          | 梁綉雲自幼的青梅竹馬。為人守信，有諾必守。因梁綉雲與梁鈺坤結婚而暗自菲薄。後梁鈺坤病入膏肓，致使綉雲再嫁柳營長。未成，始遂其所願。 |
| 汪大娘           | 金彬     |          |          | 沙河鎮人。 |
| 李大嬸           | 許玉蘭   |          |          | 沙河鎮人。 |
| 蘇鎮長           | 孟元     | 海波     |          | 沙河鎮鎮長，為事秉公處理。 |
| 蘇雯音           | 朱麗英   | 胡佩琏   | 穆婷婷   | 沙河鎮鎮長女兒，擅馬術。很喜歡趙時俊。然而為了氣趙時俊不娶他，而選擇梁永昌嫁之。 |
| 梁鈺坤           | 樊日行   | 董洋     | 夏德俊   | 梁永昌與蘇雯音的獨子，梁千惠雙胞胎哥哥。娶綉雲。嗜賭成性，在大喜之日於賭場被打癱。後腦瘤無方醫治而死。 |
| 梁鈺坤（童年）   | 劉濟民   |          |          | 梁永昌與蘇雯音的獨子，梁千惠雙胞胎哥哥。娶綉雲。嗜賭成性，在大喜之日於賭場被打癱。後腦瘤無方醫治而死。 |
| 梁千惠           | 鄭亞雲   | 陈丽雯   | 郭珍霓   | 梁永昌與蘇雯音的親女兒，梁鈺坤雙胞胎妹妹。性格與其母似，並熱愛邢正揚。為楊景福所愛，但不被梁千惠接受，故逃之。後被馬鳴所騙，懷馬鳴骨肉。為報恩綉雲，自盡。 |
| 梁千惠（童年）   | 褚孝文   |          |          | 梁永昌與蘇雯音的親女兒，梁鈺坤雙胞胎妹妹。性格與其母似，並熱愛邢正揚。為楊景福所愛，但不被梁千惠接受，故逃之。後被馬鳴所騙，懷馬鳴骨肉。為報恩綉雲，自盡。 |
| 小梅             | 巫美齡   |          |          | 客棧賣藝人。因李耿明母欲探李耿明而於客棧相識，李母以其飾換金贖之。本李耿明對其無意，後曖昧。 |
| 奶媽             | 劉引商   | 孟宪荣   |          | 蘇鎮長家奶媽，蘇家、梁家兩代皆其帶大。 |
| 劉管事           | 王彼得   | 邢兆林   |          | 梁家管事，為人客氣。 |
| 福星             | 趙學煌   | 林以正   |          | 嚨啞人士，趙時俊忠僕，邢正揚呼其啞叔。為時俊與心慈之事協助隱瞞多事。後在沙河鎮與萬家莊的最後一次關閘中，以炸藥壯烈犧牲。 |
| 唐傑             | 康殿宏   |          |          | |
| 楊景福           | 田平春   |          |          | 聯莊會會頭。深愛梁千惠，因此多所協助梁永昌，最後甚至下聘禮。但梁千惠深惡之，並因其所苦。 |
| 馬鳴             | 宋憲宏   |          |          | 沙河鎮藥舖學徒。因殺周掌櫃一案而被捕。出獄後為梁記藥舖工作。綁架梁千惠，並以打聽到的梁永昌平鎮齷齪事勒索梁永昌。後為其所殺。 |
| 秀竹             | 周華卿   | 杨冬     |          | 萬秋玲奴婢。 |
|                  | 陳莎莉   |          |          | |
| 朱奎安           | 王圻生   | 李鸣     | 孙国庆   | 萬大權義兄弟，李耿明殺養父仇人。多所為惡，因為欺負沈心慈而被萬大權親審。後欲致萬大權死而被拿下，始辨清殺父之仇。 |
| 周小大           | 雷威遠   | 张光禧   |          | 周掌櫃兒子，馬鳴綁架梁千惠的目擊者。 |
| 万安             | 李振     | 周国栋   |          | |
| 周掌櫃           | 孫景瑎   | 李连义   |          | 趙時俊旅居周家鎮時的悅來客棧老闆，極為照顧沈心慈一家，並為其父埋葬。之後旅行至沙河鎮，因覺趙時俊隱埋沈心慈一事可為勒索，獅子大開口。但未達目的即為馬鳴所殺。 |
| 平镇县长         |          | 盛才新   |          | |
| 秦掌櫃           |          | 王光旭   |          | |
| 金掌櫃           | 金永祥   | 蒋国印   |          | |
| 银杏             |          | 王菲     |          | |
| 藥舖大夫         |          | 杜庆奎   |          | 沙河鎮藥舖大夫。 |
| 柳營長           | 朱磊     |          |          | 軍閥，與梁永昌、楊景福建立互保組織。覬覦沈綉雲姿色，交換條件令其再嫁。但在趙時俊及梁永昌干涉下，因殺梁永昌而被送交。 |

## 節目的變遷
| 臺灣 中國電視公司 周一到周五 20:00-21:00 | 臺灣 中國電視公司 周一到周五 20:00-21:00 | 臺灣 中國電視公司 周一到周五 20:00-21:00 |
| ---------------------------------------- | ---------------------------------------- | ---------------------------------------- |
|                                          | 一剪梅 (1984.12.17 - 1985.01.18)         |                                          |
| 沙灘上的腳印 (1984.12.10 - 1984.12.14)   | 傲嘯江湖 (1985.01.21 - 1985.03.01)       |                                          |

## 外部連結
- YouTube上的《一剪梅》（繁體中文）
- 自由新聞網：本劇戲劇指導李泉溪生平簡介